# Helianthemum syriacum
El romerillo   (Helianthemum syriacum) es una planta de la familia de las cistáceas.

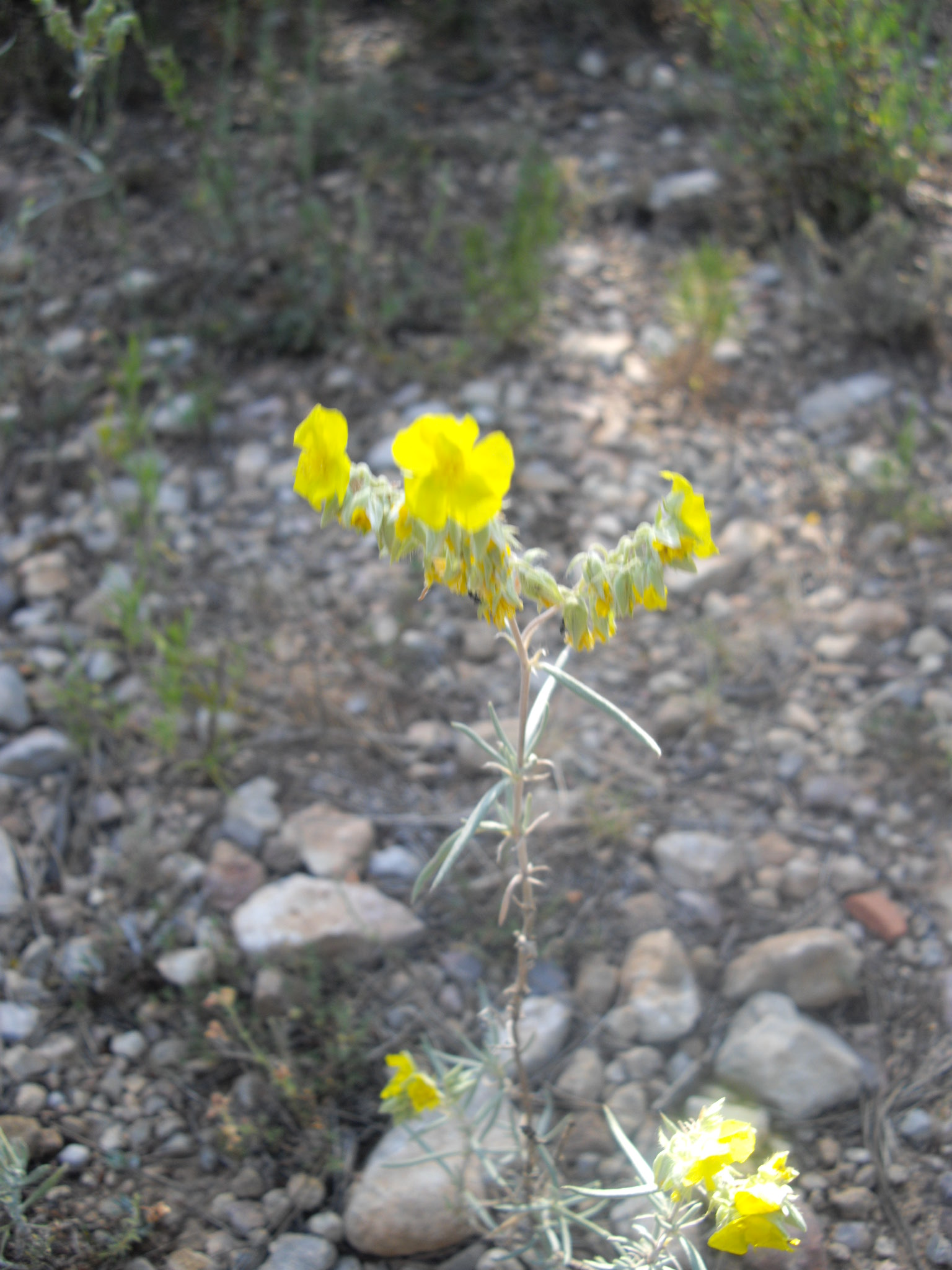
Hábitat

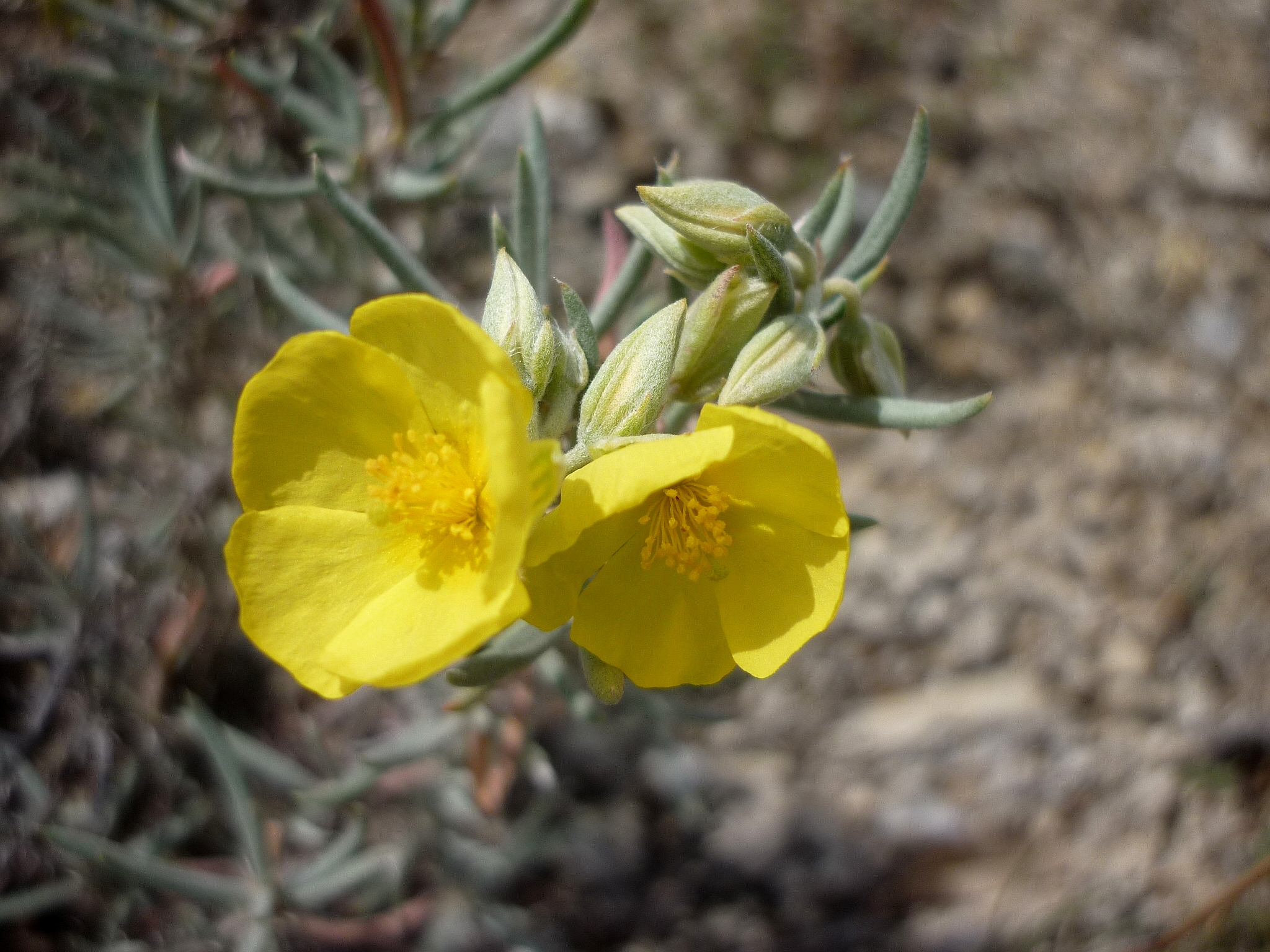
Flor

## Descripción
Mata pequeña, blanquecina, cubierta de pelillos cortos. Hojas opuestas, con fascículos de hojitas en sus axilas, con peciolos gruesos, estipuladas, con el margen revuelto hacia el envés. Flores reunidas en inflorescencias terminales. 5 sépalos, los 2 externos de la mitad del tamaño de los 3 internos. 5 pétalos amarillos. Numerosos estambres. Pistilo con un largo estilo. Fruto en cápsula de 3-4 mm, netamente más corta que el cáliz, ovoideo-trígona o elipsoidal, de ápice peloso, con 3-6 semillas de 1,5 mm, ferrugíneas. Florece en primavera y fructifica en primavera y verano.

## Hábitat
Sobre suelos calizos, margas yesíferas, dolomías, terrenos arenosos.

## Distribución
En todo el Mediterráneo, aunque ausente en la mayoría de las islas más pequeñas y de Portugal. Desde el centro y el este y sur de la península ibérica hasta Próximo Oriente (Israel, Líbano y Siria).

## Taxonomía
Helianthemum syriacum fue probablemente descrito por Nikolaus Joseph von Jacquin como Cistus syriacus y atribuido al género Helianthemum por Georges Louis Marie Dumont de Courset y publicado en Bot. Cult., 3, p. 129 en 1802.
Etimología
Helianthemum: nombre genérico que deriva del griego antiguo  Ἥλιος (Helios), "el Sol" y  ανθεμοζ, ον (anthemos, on), "florecido", pues las flores solo se abren con el calor del sol (necesitan una temperatura superior a 20 °C para desplegar sus pétalos) y tienen un cierto fototropismo positivo. Autores sostienen que su nombre es debido a la semejanza de las flores amarillas con el astro solar; sin embargo muchas especies son blancas, anaranjadas, rosadas o purpúreas, lo que no encuadra con esta interpretación. Otros por el afecto que tendría el género por los sitios soleados...
syriacum: epíteto geográfico que alude a su localización original en Siria.
Sinonimia
- ?Cistus syriacus Jacq.
- Cistus umbellatus subsp. libani Demoly
- ?Halimium syriacum K.Koch
- Helianthemum lavandulifolium Desf., 1804 (nom. illeg.), non Mill., 1768[7]

## Nombres vernáculos
- Castellano: café del campo, hierba sana, jaguarzo, jarilla romero, mata turmera, romerillo, romero blanco, té de campo, té de monte, té del campo, té moro.[8]